# 索羅科杜貝 (文尼察州)
48°49′19″N 29°0′51″E / 48.82194°N 29.01417°E
索羅科杜貝（羅馬化：Sorokoduby）是烏克蘭西南部的村落，隸屬文尼察州的圖利欽區。該村面積0.25平方公里，海拔高度203米，2001年人口286，人口密度每平方公里1,167.35人。